# Graciela Carnevale
Graciela Carnevale (tên khai sinh Marcos Juárez, Córdoba, 1942) là một nghệ sĩ người Argentina sống và làm việc tại Rosario, Argentina. Carnevale được biết đến nhiều nhất vì sự tham gia của bà vào triển lãm Ciclo de Arte Experimental (1968) ở Rosario, được tổ chức bởi Grupo de Arte de Vanguardia de Rosario.

## Cuộc sống
Graciela Carnevale (sinh năm 1942) là một nghệ sĩ khái niệm người Argentina nổi tiếng nhất với nghệ thuật của mình trong những năm 1960. Bà là thành viên của nhóm nhạc Bucko de Arte Vanguardia de Rosario (1965 Hóa1969) với mục tiêu là tìm ra giới hạn của phương pháp và hình thức thực hành nghệ thuật của riêng họ theo tinh thần của Avant Garde cổ điển. Bà nổi tiếng với tác phẩm của mình, El encierro - dự án cho Series Nghệ thuật thử nghiệm, trong đó bà cố tình nhốt khán giả của mình trong một tác phẩm nghệ thuật, để họ có thể vào, nhưng không trốn thoát mà không cần nỗ lực tập thể. Gần đây hơn, bà đã giảng dạy nghệ thuật tại Đại học Nacional de Rosario. Từ năm 2003, bà đã điều phối sáng kiến độc lập, El Levante với nghệ sĩ Mauro Machado như các hội thảo và chương trình đang diễn ra cho các nghệ sĩ trẻ.

## Sự nghiệp

### Acción del Encierro (Hành động giam cầm)
Carnevale vẫn được biết đến nhiều nhất với Hạnh phúc thử nghiệm của cô; Accion del Encierro (Hành động giam cầm) từ năm 1968. Carnevale mời người xem vào một phòng trưng bày trống, và phủ lên bức tường kính phía trước bằng áp phích. Sau đó, bà khóa người xem trong phòng trưng bày và rời đi. Carnevale tuyên bố rằng ý định của hành động này là để gọi một loại "bạo lực mẫu mực", theo đó những người tham gia buộc phải chuyển từ người xem thụ động sang người tham gia tích cực và nhận thức bằng cách tham gia vào hành động giải thoát khỏi phòng trưng bày. Thay vì tham gia vào hành động bạo lực, những người bị nhốt đã vẫy một người qua đường để phá vỡ kính từ bên ngoài và giải phóng họ vượt qua trách nhiệm của hành động bạo lực trên. Chuyện xảy ra này là một bài phê bình nhằm khuyến khích sự phản ánh phê phán về bản chất tự do ở Argentina, dưới chế độ độc tài quân sự lúc bấy giờ. Việc phá vỡ kính của bức tường phòng trưng bày có nghĩa là tiếng vang phá vỡ những hạn chế của sự đàn áp chính trị.